# 泊里镇
泊里镇是中国山东省青岛市黄岛区下辖的一个镇，是青岛市规划的人口规模5~10万的23个重点镇之一。

## 行政区划
泊里镇下辖泊里河东村、泊里河西村、泊里河南村、泊里河北村、孙家庄村、张家庄村、高家庄村、马家庄村、董辛庄村、董家小庄村、尹家村、三合村、石岭村、崔家村、邱家庄村、蒋家庄村、程家庄村、魏家村、前松园村、后松园村、磊石村、米家庄村、东封家村、河西村、西封家村、周村、丁莪家庄村、蟠龙庵村、李家庄村、东小滩村、西小滩村、封家官庄村、贡口村、尹家圈村、东红石村、西红石村、前红石村、子良山后村、吕家庄村、营东头村、长松庄村、管家庄村、代家村、常河店村、麦墩村、魏家滩村、口上村、肖家贡村、黄家庄村、董大庄村、营上村、小庄村、丰台村、棋子湾村、撒牛沟村、尧头一村、尧头二村、尧头三村、尧头四村、沐管岛村、朱家河村、草桥村、封家庄村、崔家疃子村、季家村、小刘家庄村、小王家村、小塔山村、信阳一村、信阳二村、信阳三村、柳树底村、沙岭子村、小滩村、石崖村、岭前头村、东庄村、西庄村、南庄村、湾崖村、庙东村、庙后村、崖下上庄村、徐家官庄村、菜园村、前草场村、后草场村、营里村、旺山村、大溜村、小溜村、王家岭村、朱家庄村、海岱庄村、甲滩村、耿家岚村、邵家岚村、苗家岭村、大岚村、岚庙后村、后岚村。

## 人口
2010年中国第六次人口普查时，泊里镇共有人口61853人。共有家庭21093户，平均每户2.80人。14岁以下的少年儿童共8692人，占总人口14.05%；15-64岁人口共44024人，占总人口71.17%；65岁及以上的老年人共9137人，占总人口的14.77%。男性共计31091人，占总人口50.26%；女性共计30762，占总人口49.73%。本地居住的人口中，拥有本地户籍的人口为56635人，占91.56%。

## 交通

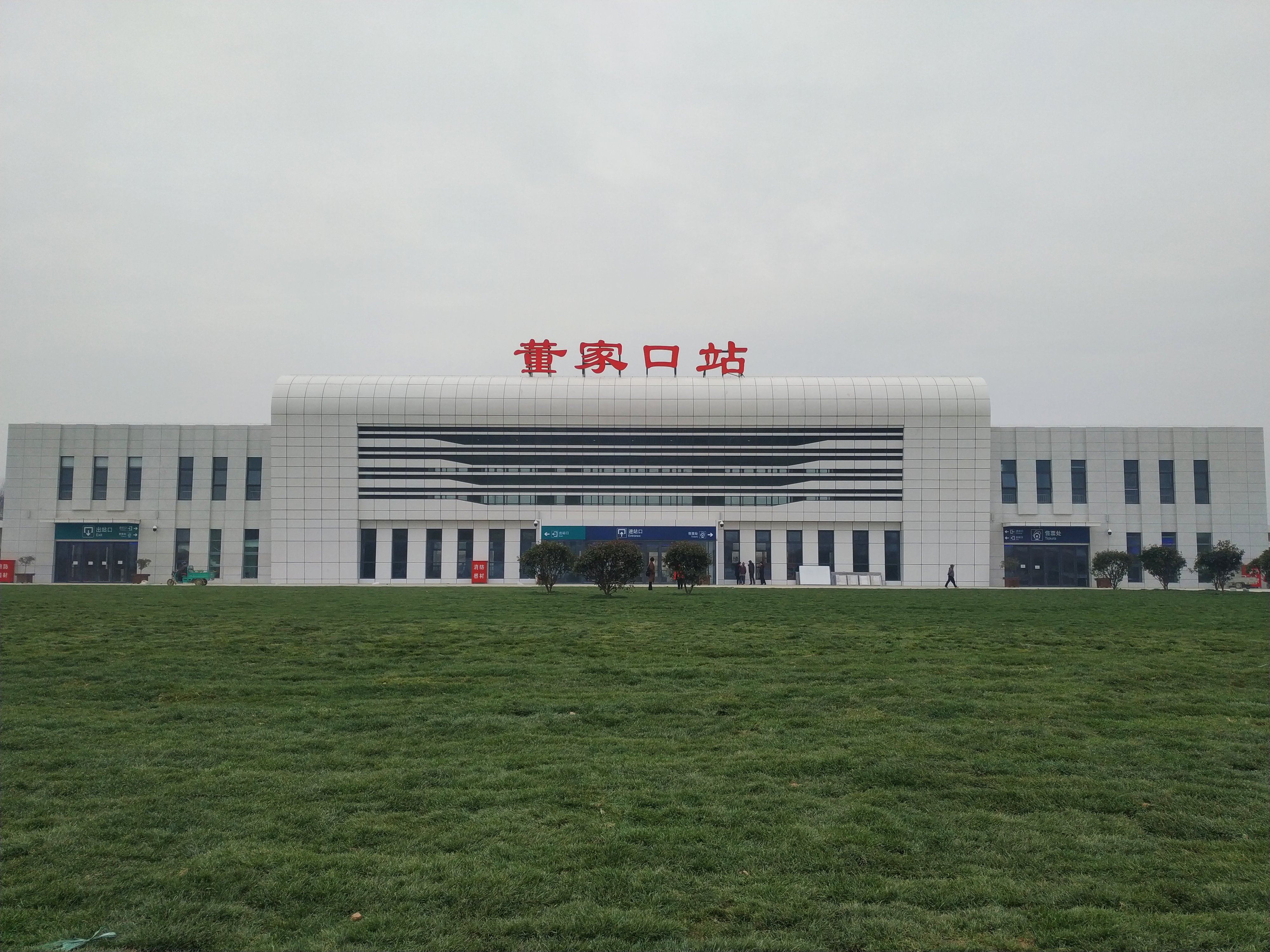
董家口火车站

青盐铁路在该镇设董家口站，该站与青岛地铁13号线终点站董家口火车站相邻。